# Festa de la Farigola
La Festa de la Farigola és una celebració del poble de Prades (Baix Camp), que té lloc l'últim cap de setmana de maig. L'atracció principal de la festa és el concurs de guarniment de façanes i carrers. També hi ha degustació de tisana de farigola amb mel i es programen altres activitats.

## Història
Tradicionalment per aquestes dates, en que la farigola ja està florida i coincidint amb la sembra de la patata, les dones de Prades es reunien a la plaça major per preparar feixos de farigola per posar a secar. La festa va néixer el 1970, quan Josep Callau, propietari del restaurant 'El racó d'en Manelic', amb la intenció de promocionar el poble, convidava a sopar al seu restaurant tots els alcaldes de la veïna comarca de la Conca de Barberà, ja que ell era el president del Patronat de Turisme de la Conca. També es convidava l'alcalde de Prades i a un personatge il·lustre que feia el pregó.
El 1975 l'Ajuntament de Prades va acollir la festa i va promoure el guarniment de façanes i indrets del poble amb farigola. Des d'aleshores no s'ha deixat de fer cap any, tret del 2020 a causa de la COVID.

## Activitats
Actualment la festa consta del Concurs de guarniment de façanes i carrers, altres concursos de pintura i fotografia, i s'hi han anat introduint mercats artesanals, demostracions d'oficis, tallers per la mainada, exhibicions castelleres, o de colles de bastoners, i degustació de tisanes de farigola.